# Француски устав (1795)
Устав Француске (1795), Устав године III или Устав од 5. фруктидора III године Републике (француски: Constitution du 5 fructidor an III) је био устав Прве француске републике од 1795. до 1799. године. Заменио је Монтањарски устав (из 1793. године) и остао је на снази до Наполеоновог државног удара 18. бримера VIII године Републике (9. новембар 1799) када је успостављен Француски конзулат и донесен нов устав. Уставом из 1795. године створен је француски Директоријум. Један је од четири устава донетих током Француске револуције.

## Увод
Бели терор подстакао је револуционарни дух француског народа током лета 1795. године. Годишњица пада Бастиље прослављена је врло свечано, уз одјеке Марсељезе. Санкилоти се поново појављују и са војницима почињу прогонити златну младеж. Ови сукоби познати су као „рат црних пелерина“. У таквој атмосфери одвија се расправа о доношењу устава III године.

## Устав
Декларација права III године показује назадовање у односу на декларацију из 1789. године. Изостављен је први члан који казује да се људи рађају и остају слободни и једнаки у правима. Термидорци поштују само грађанску једнакост, односно једнакост пред законом. Право својине дефинисано је на исти начин као у декларацији из 1793. године. Право гласа ограничено је на Французе од преко 25 година, власнике имања који доносе приходе од 200 радних дана у општини од 6000 становника и више. Законодавна власт је у рукама два савета: Савет старијих (250 чланова старијих од 40 година) и Савет пет стотина (чланови старији од 30 година). Савет пет стотина предлаже законе, а Савет старијих их разматра и усваја. Извршна власт је у рукама Директоријума од пет чланова које именује Савет старијих са листе коју формира Савет пет стотина. Директоријум се брине за унутрашњу и спољну политику, располаже оружаним снагама, али им не може заповедати. Извршне комисије замењене су са шест министара које именује Директоријум. Финансије контролишу шесторица изабраних комесара.

## Крај Конвента и успостављање Директоријума
Конвент је 23. септембра 1795. године усвојио устав. Ројалистички устанак избија 5. октобра. Основне скупштине, у којима су доминирали ројалисти, искључиле су санкилоте и бивше терористе. Устаници су окупирали Париз и опколили Конвент. Међутим, термидорци су се докопали топова и растерали око 20.000 устаника. Војску Републике предводио је Наполеон Бонапарта кога је на то место поставио Пол Барас. Избори који су отпочели неколико дана касније покварили су рачуне термидорцима. Вође термидорске реакције, попут Талијена и Фрерона, поражени су. Четвртог бримера (26. октобра 1795) Конвент се разишао уз поклике „Живела Република“. Термидорски Конвент је са политичке сцене Француске републике нестао готово неприметно. Његова снага није била ни изблиза толика као током јакобинске диктатуре. На последњој седници, председник је изјавио: „Народни Конвент објављује да је његова мисија завршена и да је његово заседање закључено“. Наследник Конвента, Директоријум, са радом је отпочео 2. новембра.